# Gerhard Strohmaier
Gerhard Strohmaier (* 27. September 1933; † 28. Dezember 2008) war ein deutscher Fußballspieler.
Wie zuvor sein Vorbild Robert Schlienz kam Strohmaier 1954 vom FV Zuffenhausen zum damaligen deutschen Pokalmeister VfB Stuttgart. Bereits im ersten Jahr bestritt der von Trainer Georg Wurzer links wie rechts eingesetzte Halbstürmer die Hälfte aller Spiele und etablierte sich neben damaligen VfB-Größen wie Schlienz, Waldner, Hinterstocker, Blessing, Bühler, Kronenbitter, Retter, Baitinger, Krauß oder Liebschwager. 1958 hatte er Anteil am zweiten Stuttgarter DFB-Pokalsieg, als man gegen den 1. FC Schweinfurt 05 Süddeutscher Pokalmeister wurde und sich im Anschluss über die Qualifikationsspiele für das Finale qualifizierte. Beim mit 4:3 n. V. gewonnenen Endspiel gegen Fortuna Düsseldorf am 16. November in Kassel stand er aufgrund eines Platzverweises beim eine Woche vorher stattfindenden Meisterschaftsspiel in Nürnberg nicht auf dem Platz.
In der Folge erreichte er mit dem VfB Stuttgart die Qualifikation zur 1963 eingeführten Fußball-Bundesliga, mit der Strohmaier seine aktive Karriere beendete.
Gerhard Strohmaier war verheiratet und hatte einen Sohn sowie eine Tochter. Er starb nach schwerer Krankheit am 28. Dezember 2008 und wurde fünf Tage später auf dem Friedhof seines Wohnortes Fellbach-Schmiden beigesetzt.

## Erfolge
- Deutscher Pokalsieger 1958